# Куденьчук Іван Миколайович
Іва́н Микола́йович Куденьчу́к (16 вересня 1983 — 29 серпня 2014) — сержант 502-го окремого батальйону радіоелектронної боротьби Збройних сил України, учасник російсько-української війни.

## Короткий життєпис
Народився 1983 року в місті Перещепине (Новомосковський район, Дніпропетровська область).
В часі війни — командир відділення 502-го окремого батальйону радіоелектронної боротьби (Черкаське, Дніпропетровська область).
Загинув під час виходу з оточення під Іловайськом поблизу села Новокатеринівка (Старобешівський район) «зеленим коридором» на дорозі в районі села Новокатеринівка.
2 вересня 2014-го тіло Івана Куденьчука разом з тілами 87 інших загиблих у Іловайському котлі привезено до запорізького моргу. Тимчасово похований на цвинтарі міста Запоріжжя, як невпізнаний Герой.
Ідентифікований за експертизою ДНК серед похованих під Запоріжжям, в лютому 2015 року перепохований у селі Панасівка Новомосковського району.
Без Івана лишились мама Валентина Іванівна, дружина та син.

## Нагороди та вшанування
За особисту мужність і героїзм, виявлені у захисті державного суверенітету та територіальної цілісності України, вірність військовій присязі під час російсько-української війни, відзначений — нагороджений
- 10 жовтня 2015 року — орденом «За мужність» III ступеня (посмертно)[1]
- Його портрет розміщений на меморіалі «Стіна пам'яті полеглих за Україну» у Києві: секція 3, ряд 2, місце 39
- Вшановується 29 серпня на щоденному ранковому церемоніалі вшанування українських захисників, які загинули цього дня у різні роки внаслідок російської збройної агресії[2]
- 2020 року в У Перещепиному відкрили меморіал загиблим за Україну воїнам. На ньому викарбуване й ім'я Івана Куденьчука.[3]